# Королевская курия
Королевская курия (лат. curia regis, буквально королевский совет и двор короля) — название средневекового органа, включавшего в себя управленцев и администраторов в Средневековой Европе. Услугами королевской курии пользовались монархии в Нормандской Англии, Шотландии, Сицилии, Польше и Венгрии.

## Королевская курия в Англии
После Нормандского Завоевания Англии в 1066 году,  королевская курия стала главным управляющим органом Английского Королевства. Англо-саксонским предшественником нормандской королевской курии был витенагемот. Английские историки продолжили использовать этот термин и после нормандского завоевания. По своей сути королевская курия Англии соответствовала плацитуму в Королевстве Франков. Королевская курия напоминала, но не была идентична герцогской курии, служившей в Нормандском Герцогстве. Членов королевской курии, в частности королевских рыцарей, называли curiales regis.
Королевская курия занималась государственными делами, будь то законодательными, судебными или дипломатическими. Членами королевской курии были как правило крупные арендаторы: бароны, еписокпы и аббаты, а также высшие сановники государства,а также лорд-канцлер, лорд-верховный констебль, лорд-казначей, граф-маршал и лорд-стюард. Время от времени король созывал их на верховный совет(лат.magnum concilium).
Королевская курия проводила заседания в промежутках между собраниями верховного совета. Количество участников королевской курии было значительно меньше, чем количество участников верховного совета. Малая курия состояла из высших сановников государства и придворных баронов. В этот период английские короли владели странствующим двором и малая курия сопровождала его во всех поездках. По мере путешествий по королевству монарх и его малая курия лично беседовали с простолюдинами. Таким образом власть и функции верховного совета и малой курии были идентичны, представляя собой один и тот же государственный институт, но заседающий в разных обстоятельствах.